# Schwaighausen (Großhabersdorf)

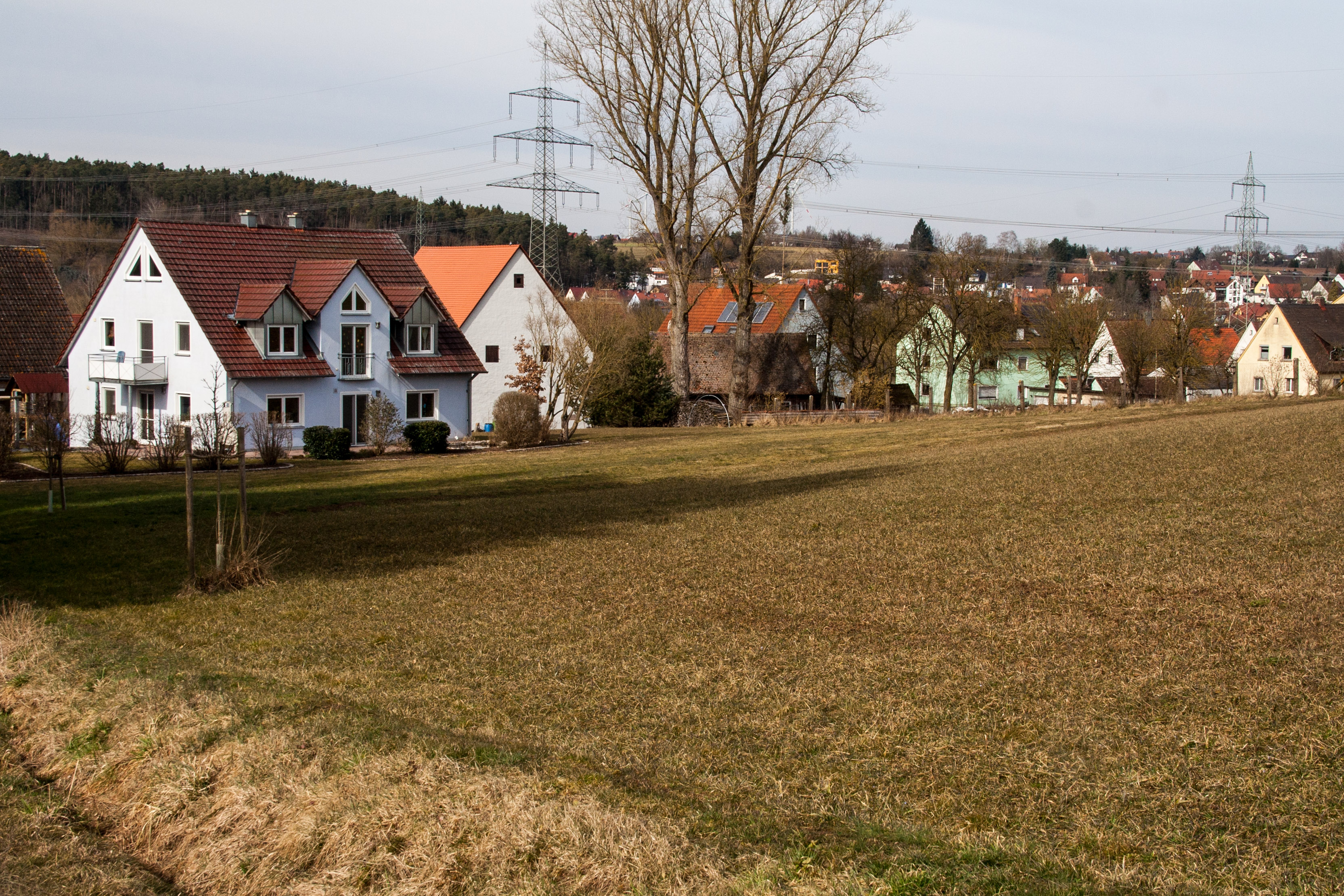
Schwaighausen

Schwaighausen is een plaats in de Duitse gemeente Großhabersdorf, deelstaat Beieren.